# Conquests of the Longbow: The Legend of Robin Hood
Conquests of the Longbow: The Legend of Robin Hood est un jeu vidéo d'aventure en pointer-et-cliquer sorti en 1992 sur PC.

## Synopsis
Incarnant le célèbre Robin des Bois, le joueur est appelé à réunir la rançon réclamée pour libérer Richard Cœur de Lion ainsi que libérer lady Marianne des mains du shérif de Nottingham. L'action se déroulant sur une période de treize jours.

## Système de jeu
Comme l'ensemble des jeux de cette catégorie, le personnage contrôlé peut interagir avec son environnement, se saisir ou manipuler certains objets comme engager une action avec des PNJs.

## Accueil
| Conquests of the Longbow |      |       |
| Média                    | Nat. | Notes |
| Adventure Gamers         | US   | 4,5/5 |
| Dragon Magazine          | US   | 5/5   |